# میلنا روسنر
میلنا روسنر (انگلیسی: Milena Rosner) (متولد ۴ ژانویه ۱۹۸۰) بازیکن تیم ملی والیبال زنان لهستان و باشگاه ایمپل وروسلاو 
است. او در المپیک ۲۰۰۸ کاپیتان تیم ملی لهستان بود.